# Planebruch

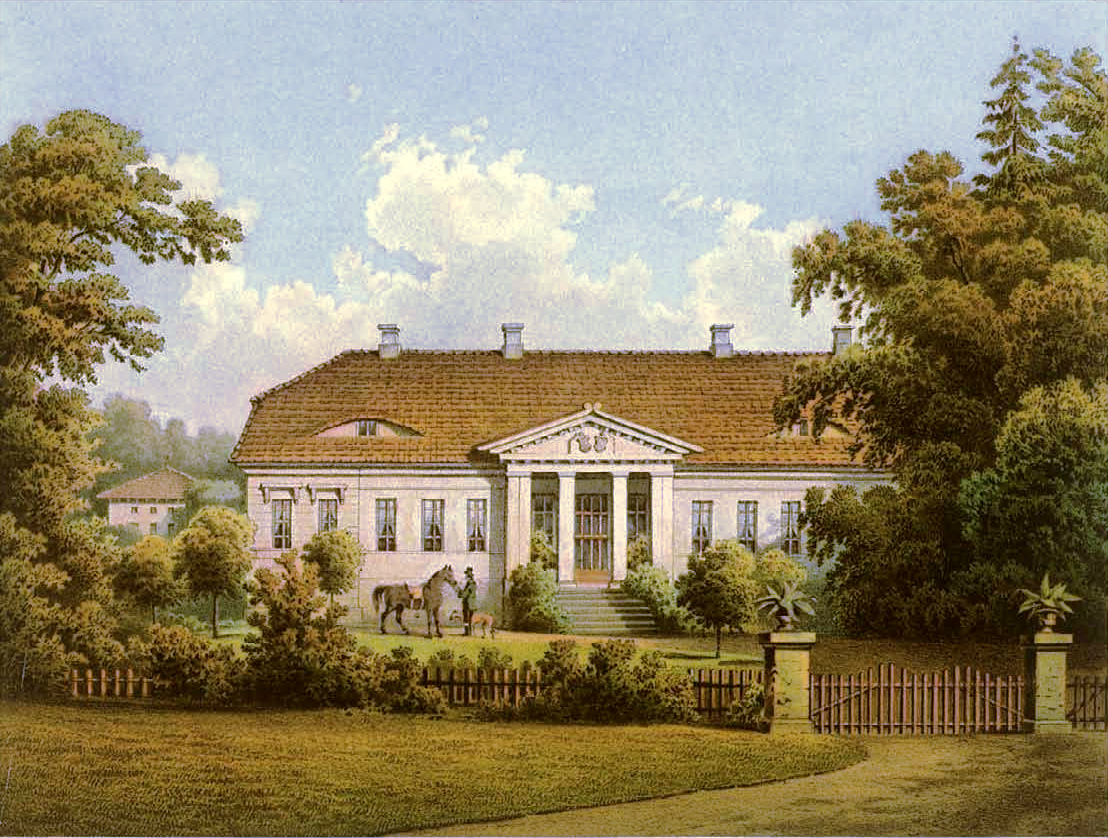
Rittergut Cammer um 1860, Sammlung Alexander Duncker

Die Gemeinde Planebruch liegt im Landkreis Potsdam-Mittelmark (Brandenburg) und wird vom Amt Brück verwaltet.

## Geografie
Das Gebiet der Gemeinde liegt in der historischen Landschaft der Zauche. Namensgebend ist der Fluss Plane, der das Gemeindegebiet im Südwesten durchfließt. Nordöstlich der Gemeinde befindet sich der Truppenübungsplatz Lehnin der Bundeswehr. Planebruch grenzt im Norden und Osten an die amtsfreie Gemeinde Kloster Lehnin, im Süden an die amtsangehörige Stadt Brück, im Südwesten an die amtsfreie Stadt Bad Belzig, im Westen und Nordwesten an die Gemeinde Golzow (Amt Brück).

## Gemeindegliederung
Zur Gemeinde gehören laut ihrer Hauptsatzung folgende Orts- und Gemeindeteile sowie Wohnplätze:
- Cammer mit dem Wohnplatz Tornow
- Damelang-Freienthal mit den bewohnten Gemeindeteilen Damelang und Freienthal sowie dem Wohnplatz Hackenhausen
- Oberjünne mit dem Wohnplatz Forsthaus Johannisheide

## Geschichte
Cammer, Damelang und Freienthal gehörten seit 1817 zum Kreis Zauch-Belzig in der preußischen Provinz Brandenburg und ab 1952 zum Kreis Belzig im DDR-Bezirk Potsdam. Oberjünne wurde 1939 aus Cammer ausgegliedert und gehörte ab 1952 zum Kreis Brandenburg-Land.
Die Gemeinden Damelang und Freienthal wurden zum 1. Februar 1974 zur Gemeinde Damelang-Freienthal zusammengeschlossen.
Seit 1993 liegen alle Orte im brandenburgischen Landkreis Potsdam-Mittelmark.
Die Gemeinde Planebruch entstand am 31. Januar 2002 aus dem freiwilligen Zusammenschluss der bis dahin selbstständigen Gemeinden Cammer und Damelang-Freienthal. Am 1. April 2002 wurde die Gemeinde Oberjünne eingegliedert.

## Bevölkerungsentwicklung
| Jahr | Cammer | Damelang- Freienthal | Oberjünne |      | Jahr  | Planebruch |      | Jahr  | Planebruch |
| ---- | ------ | -------------------- | --------- | ---- | ----- | ---------- | ---- | ----- | ---------- |
| 1981 | 578    | 524                  | 137       | 2002 | 1 177 |            | 2021 | 1 024 |            |
| 1990 | 552    | 536                  | 127       | 2005 | 1 158 |            | 2022 | 1 011 |            |
| 1995 | 530    | 500                  | 120       | 2010 | 1 119 |            | 2023 | 1 011 |            |
| 2000 | 509    | 549                  | 122       | 2015 | 1 042 |            | 2024 | 0 993 |            |
| 2001 | 511    | 559                  | 122       | 2020 | 1 008 |            |      |       |            |

Gebietsstand des jeweiligen Jahres, Einwohnerzahl: Stand 31. Dezember (ab 1991), ab 2011 auf Basis des Zensus 2011, ab 2022 auf Basis des Zensus 2022

## Politik

### Gemeindevertretung
Die Gemeindevertretung von Planebruch besteht aus zehn Gemeindevertretern und dem ehrenamtlichen Bürgermeister. Die Kommunalwahl am 9. Juni 2024 führte bei einer Wahlbeteiligung von 78,3 % zu folgendem Ergebnis:
| Partei / Wählergruppe         | Stimmenanteil 2019 | Sitze 2019 |        | Stimmenanteil 2024 | Sitze 2024 |
| ----------------------------- | ------------------ | ---------- | ------ | ------------------ | ---------- |
| Bürgerliste Planebruch        | 33,4 %             | 3          | 39,9 % | 4                  |            |
| Freizeitinitiative Planebruch | 24,8 %             | 3          | 36,5 % | 4                  |            |
| Freie Bürger und Bauern       | 23,6 %             | 2          | 14,8 % | 1                  |            |
| Bündnis 90/Die Grünen         | 18,1 %             | 2          | 08,8 % | 1                  |            |
| Insgesamt                     | 100 %              | 10         | 100 %  | 10                 |            |

### Bürgermeister
- 2003–2024: Ulf Dingelstaedt[14]
- seit 2024: Stephan Burow

Dingelstaedt wurde bei der Bürgermeisterstichwahl am 16. Juni 2019 mit 53,9 % der gültigen Stimmen wiedergewählt.
Burow wurde bei der Bürgermeisterstichwahl am 30. Juni 2024 mit 59,7 % der gültigen Stimmen zu seinem Nachfolger gewählt. Seine Amtszeit beträgt fünf Jahre.

## Sehenswürdigkeiten

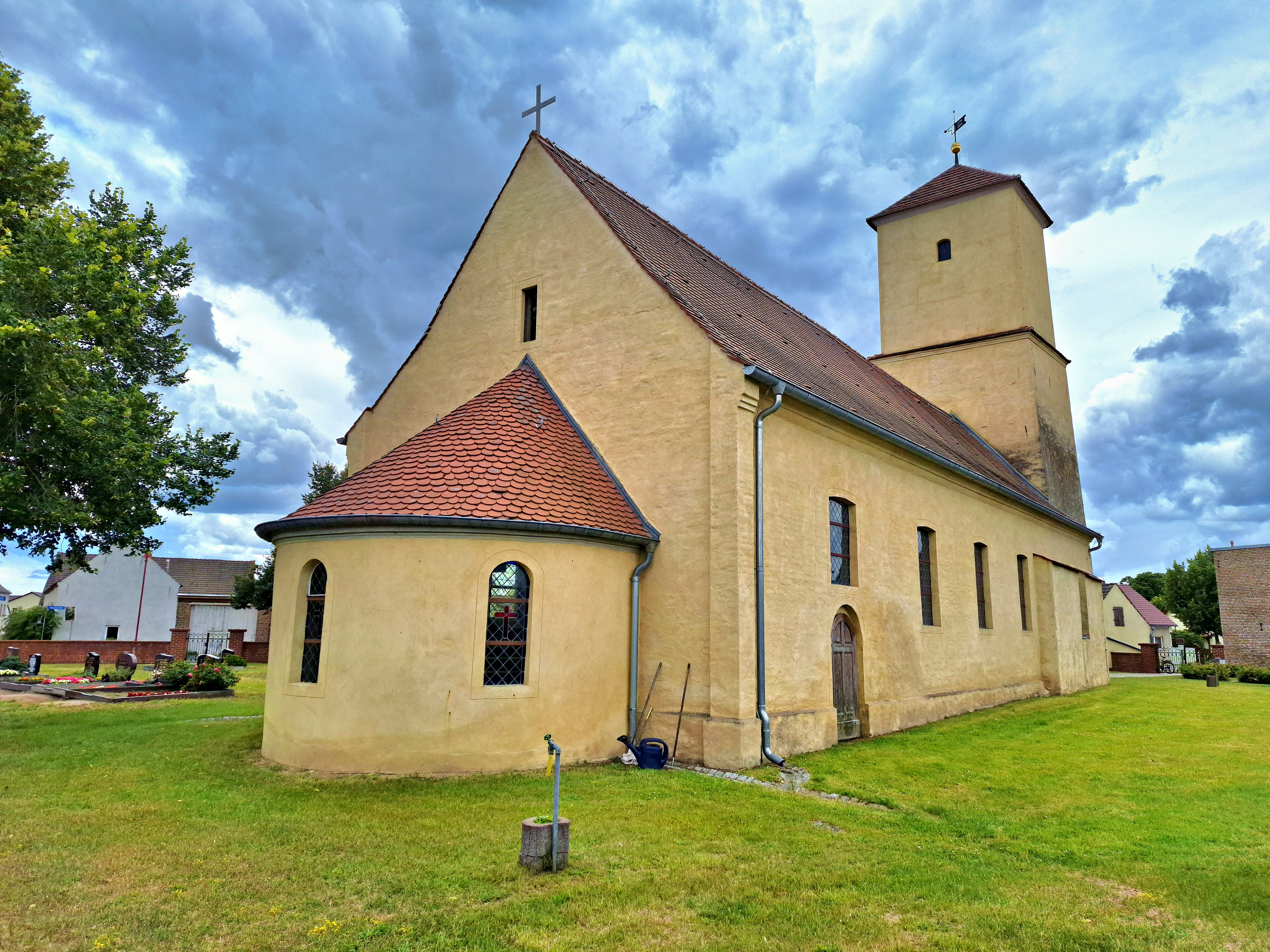
Dorfkirche Cammer

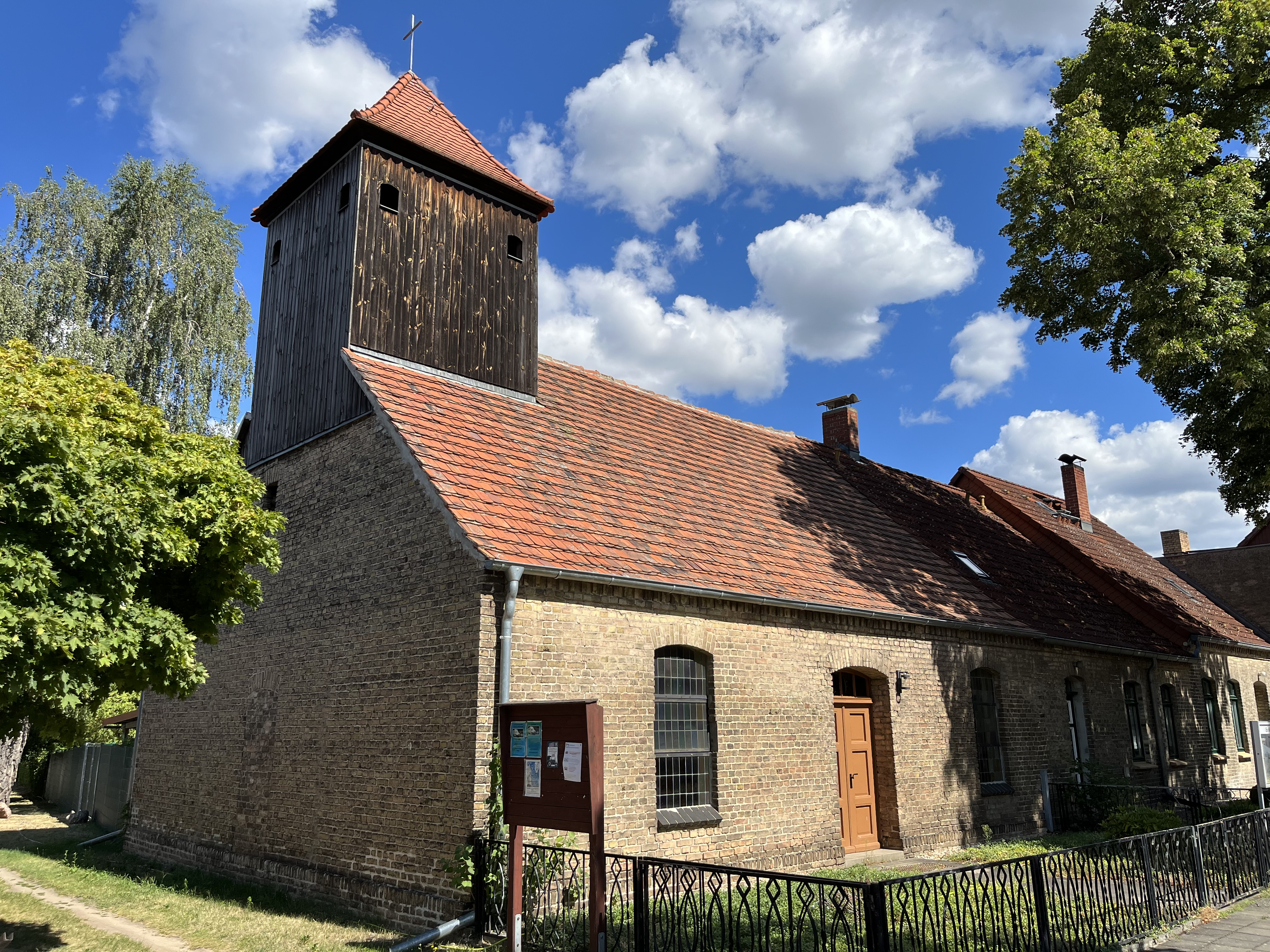
Kirchen- und Schulhaus Freienthal

In der Liste der Baudenkmale in Planebruch und in der Liste der Bodendenkmale in Planebruch stehen die in der Denkmalliste des Landes Brandenburg eingetragenen Kulturdenkmale.
- Dorfkirche Cammer, im Kern mittelalterlicher Saalbau, im Jahr 1775 nach Osten hin erweitert, Ende des 19. Jahrhunderts durch eine Apsis ergänzt
- Bockwindmühle und Holländerwindmühle in Cammer
- Gutspark in Cammer (12 Hektar groß)
- Neuromanische Backsteinkirche von 1882 in Damelang
- Kirchen- und Schulhaus Freienthal, denkmalgeschütztes Bauwerk von 1784
- Vogelbeobachtungsturm zum Trappenschutzgebiet in den Belziger Landschaftswiesen bei Freienthal

## Verkehr
Durch die Gemeinde Planebruch führen die Landesstraße 85 von Golzow (an der B 102) nach Brück (an der B 246) und die Landesstraße L 86 von Golzow nach Lehnin. Die nächstgelegene Autobahnanschlussstelle ist Lehnin an der A 2.
Der nächstgelegene Bahnhof ist Brück (Mark) an der Bahnstrecke Berlin–Dessau. Er wird von der Regional-Expresslinie RE 7 Dessau–Berlin–Wünsdorf-Waldstadt bedient.